# Saint-Michel-l’Observatoire
Saint-Michel-l’Observatoire ist eine Gemeinde mit 1278 Einwohnern (Stand 1. Januar 2022) in Südfrankreich. Sie gehört zur Region Provence-Alpes-Côte d’Azur, zum Département Alpes-de-Haute-Provence, zum Arrondissement Forcalquier und zum Kanton Reillanne.
Sie grenzt im Norden an Mane, im Osten an Dauphin, im Süden an Saint-Martin-les-Eaux und Villemus, im Westen an Reillanne und Aubenas-les-Alpes sowie im Nordwesten an Revest-des-Brousses.
Die Bewohner nennen sich Saint-Michelois.

## Bevölkerungsentwicklung
| Jahr      | 1962 | 1968 | 1975 | 1982 | 1990 | 1999 | 2008 | 2012 |
| --------- | ---- | ---- | ---- | ---- | ---- | ---- | ---- | ---- |
| Einwohner | 432  | 499  | 617  | 713  | 844  | 904  | 1113 | 1196 |

## Sehenswürdigkeiten
Siehe auch: Liste der Monuments historiques in Saint-Michel-l’Observatoire
- Kapelle Saint-Jean, Monument historique
- Kirche Saint-Michel
- Kapelle Saint-Paul, Monument historique
- Romanische Kirche Saint-Pierre
- Kirche Sainte-Marie-Madeleine aus dem 12./13. Jahrhundert, Monument historique
- Befestigung, Monument historique

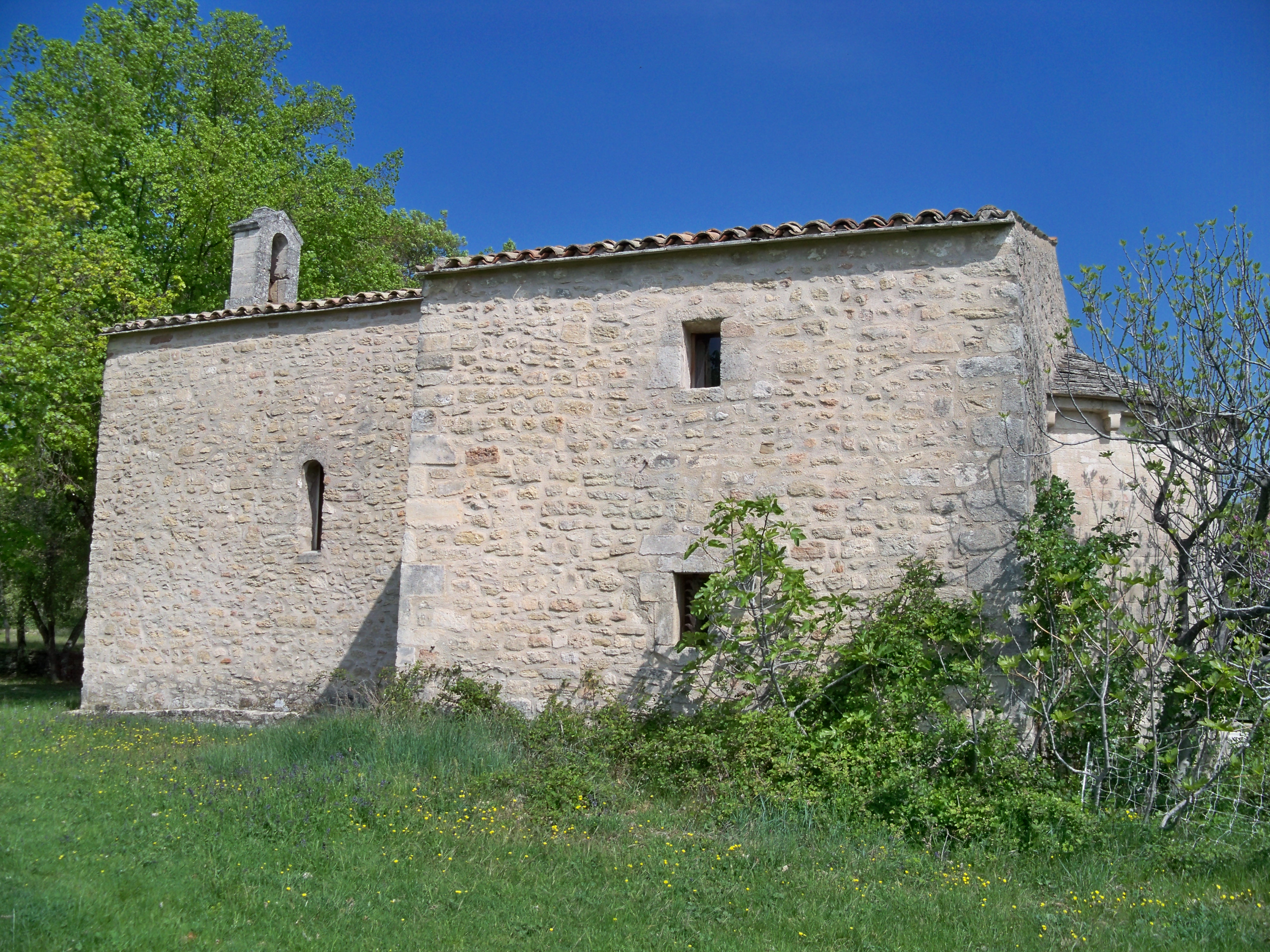
Kapelle Saint-Jean
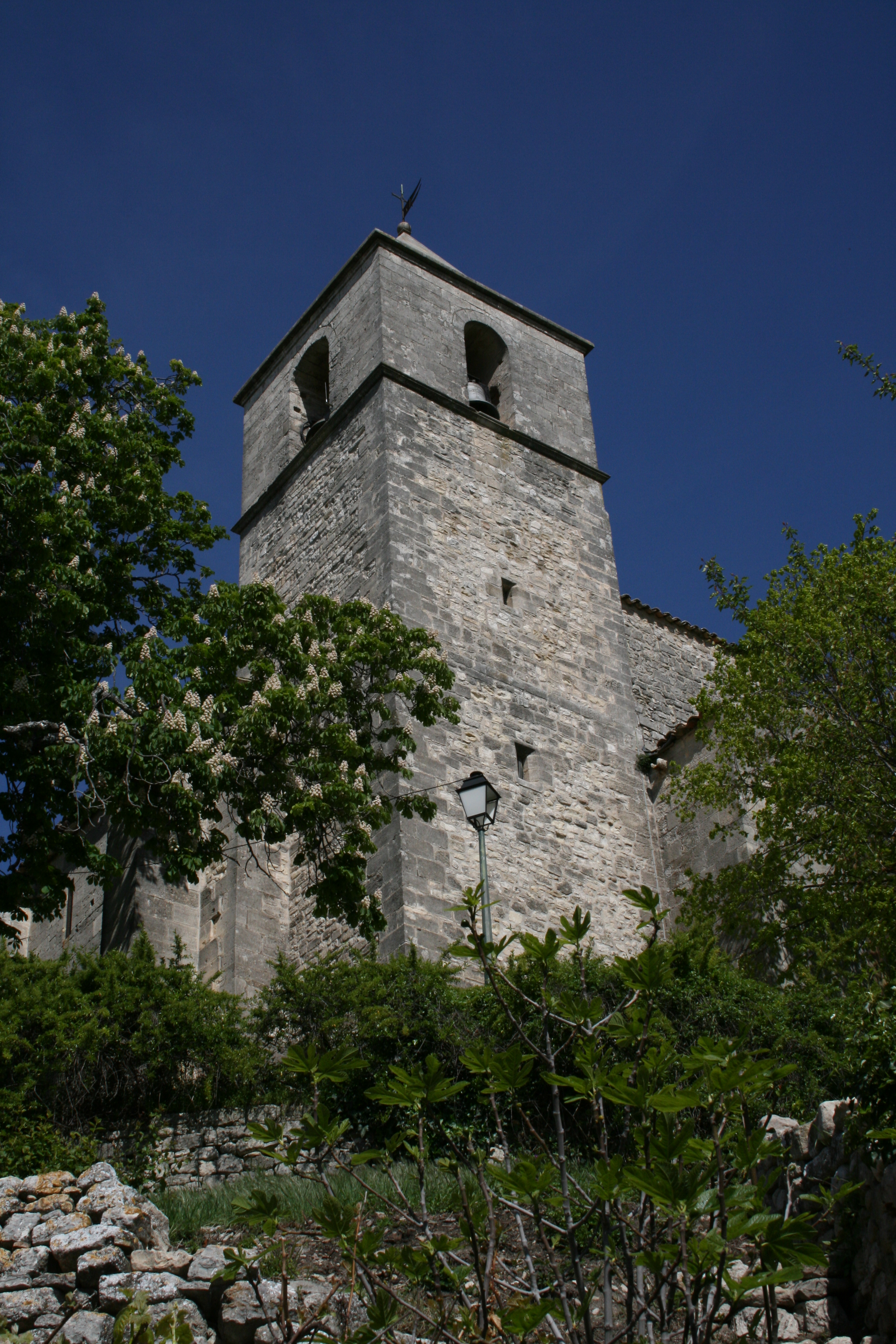
Kirche Saint-Michel
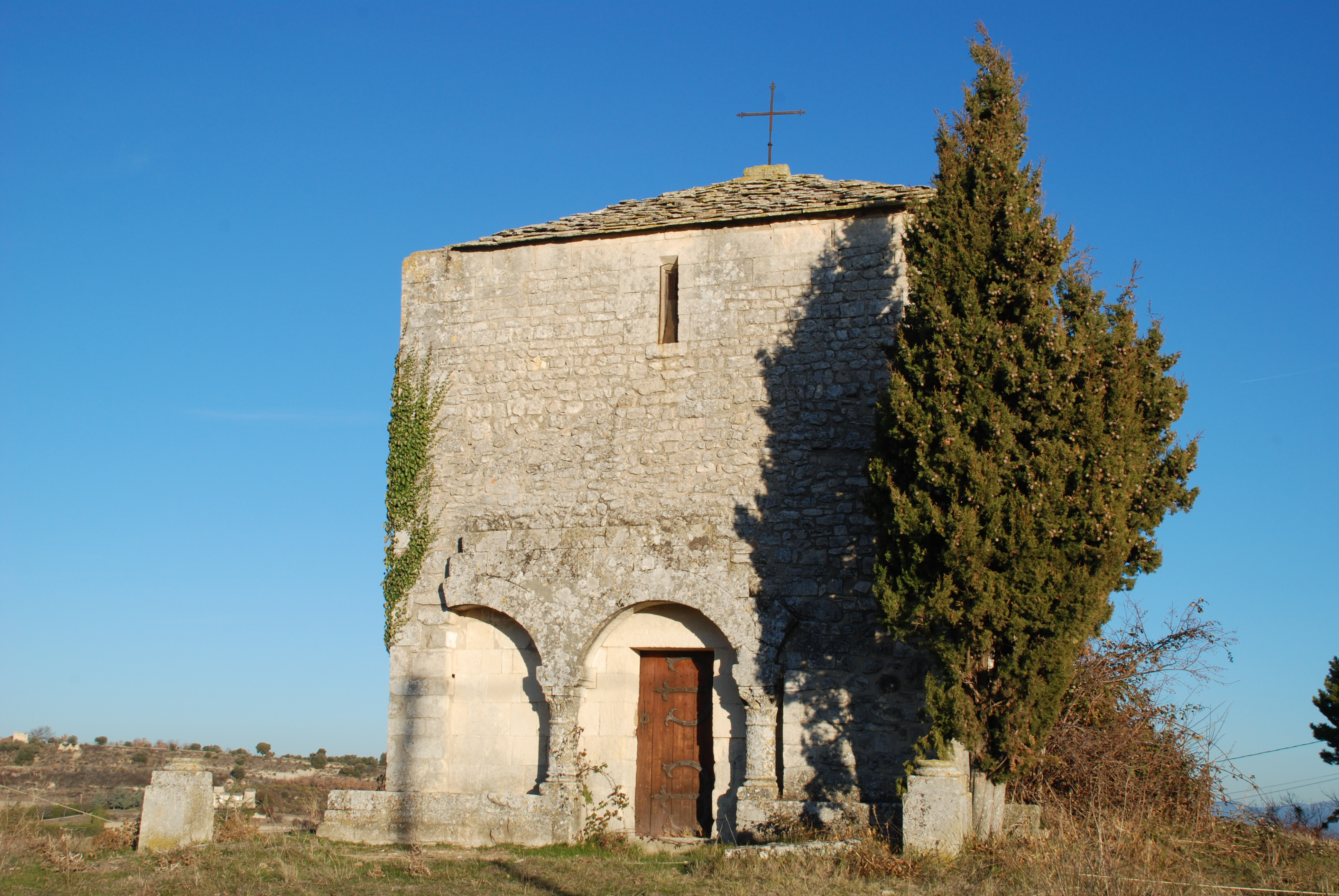
Kapelle Saint-Paul